# Fussballclub Thun 1898 2009-2010
Questa voce raccoglie le informazioni riguardanti il Fussballclub Thun 1898 nelle competizioni ufficiali della stagione 2009-2010.

## Stagione
Nella stagione 2009-2010 il Thun, allenato da Murat Yakın, concluse il campionato di Challenge League al 1º posto. In Coppa Svizzera il Thun fu eliminato ai quarti di finale dal Kriens.

## Rosa
| N. |                       | Ruolo | Calciatore              |
| -- | --------------------- | ----- | ----------------------- |
| 3  | Francia (bandiera)    | D     | Loan Boumelaha          |
| 4  | Portogallo (bandiera) | D     | Luis Calapes            |
| 6  | Svizzera (bandiera)   | C     | Roland Bättig           |
| 7  | Svizzera (bandiera)   | C     | Stephan Andrist         |
| 8  | Svizzera (bandiera)   | C     | Samet Gündüz            |
| 9  | Svizzera (bandiera)   | A     | Milaim Rama             |
| 10 | Brasile (bandiera)    | A     | César                   |
| 14 | Svizzera (bandiera)   | D     | Nicolas Schindelholz    |
| 15 | Svizzera (bandiera)   | D     | Timm Klose              |
| 17 | Svizzera (bandiera)   | D     | Yves Zahnd              |
| 19 | Senegal (bandiera)    | C     | Pape Omar Faye          |
| 20 | Argentina (bandiera)  | C     | Ezequiel Óscar Scarione |

| N. |                               | Ruolo | Calciatore          |
| -- | ----------------------------- | ----- | ------------------- |
| 21 | Brasile (bandiera)            | A     | Dudu                |
| 22 | Svizzera (bandiera)           | P     | Sascha Stulz        |
| 24 | Macedonia del Nord (bandiera) | C     | Muhamed Demiri      |
| 26 | Svizzera (bandiera)           | D     | Thomas Reinmann     |
| 27 | Francia (bandiera)            | C     | Sid-Ahmed Bouziane  |
| 28 | Svizzera (bandiera)           | C     | Andreas Wittwer     |
| 30 | Croazia (bandiera)            | D     | Stjepan Kukuruzović |
| 31 | Svizzera (bandiera)           | D     | Stefan Glarner      |
| 33 | Svizzera (bandiera)           | D     | Benjamin Lüthi      |
| 35 | Svizzera (bandiera)           | P     | David Moser         |
|    | Svizzera (bandiera)           | C     | Marco Aratore       |
|    | Turchia (bandiera)            | C     | Erhan Kavak         |

## Organigramma societario
Area tecnica
- Allenatore: Murat Yakın
- Allenatore in seconda: Andres Gerber, Eric Zürcher
- Preparatore dei portieri:
- Preparatori atletici:

## Calciomercato

### Sessione estiva
| Acquisti | Acquisti                | Acquisti          | Acquisti |
| R.       | Nome                    | da                | Modalità |
| -------- | ----------------------- | ----------------- | -------- |
| C        | Roland Bättig           | Bellinzona        |          |
| P        | Roman Bürki             | Young Boys        |          |
| C        | Muhamed Demiri          | Concordia Basilea |          |
| C        | Erhan Kavak             | Bienne            |          |
| D        | Timm Klose              | Basilea II        |          |
| D        | Thomas Reinmann         | Vaduz             |          |
| A        | Jocelyn Roux            | Bellinzona        |          |
| C        | Ezequiel Óscar Scarione | Lucerna           |          |
| D        | Nicolas Schindelholz    | Basilea II        |          |

| Cessioni | Cessioni            | Cessioni         | Cessioni |
| R.       | Nome                | a                | Modalità |
| -------- | ------------------- | ---------------- | -------- |
| C        | Edis Colic          | Naters           |          |
| A        | David Blumer        | Wil              |          |
| C        | Pietro Di Nardo     | Bienne           |          |
| C        | David Frey          | Young Boys       |          |
| D        | Vedran Ješe         | Olimpik Sarajevo |          |
| A        | Adrian Moser        | Bienne           |          |
| A        | Sulejman Rakipi     | FC Rothorn       |          |
| A        | Sandro              | Shandong Taishan |          |
| C        | Mario Schönenberger | Wil              |          |
| D        | Michael Siegfried   | Breitenrain      |          |

### Sessione invernale
| Acquisti | Acquisti       | Acquisti               | Acquisti |
| R.       | Nome           | da                     | Modalità |
| -------- | -------------- | ---------------------- | -------- |
| C        | Marco Aratore  | Basilea                |          |
| D        | Loan Boumelaha | Basilea                |          |
| A        | Dudu           | PSFK Černomorec Burgas |          |

| Cessioni | Cessioni     | Cessioni       | Cessioni |
| R.       | Nome         | a              | Modalità |
| -------- | ------------ | -------------- | -------- |
| D        | Sandro Galli | Bienne         |          |
| A        | Jocelyn Roux | Stade Nyonnais |          |
| P        | Roman Bürki  | Sciaffusa      |          |

## Risultati

### Challenge League

#### andata
| Arbitro: | Wermelinger |

|                                |           |                                    |
| Faye 1’, 38’, 52’ Roux 6’, 55’ | Marcatori | 45’ (rig.), 73’ Bühler 90’ Bouamri |

| Arbitro: | Carrell |

|           |           |                      |
| Silva 27’ | Marcatori | 3’ Faye 63’ Ikanovic |

| Arbitro: | Gut |

|             |           |                   |
| Morello 70’ | Marcatori | 76’ (aut.) Kehrli |

| Arbitro: | Jaccottet |

|              |           |                       |
| Scarione 44’ | Marcatori | 90’ (rig.) Proschwitz |

| Arbitro: | Speranda |

|                                     |           |                     |
| Tosi 32’ (rig.) Rey 59’ Carrupt 68’ | Marcatori | 48’ (rig.) Scarione |

| Arbitro: | Laperrière |

|                                                          |           |  |
| Roux 4’, 42’, 59’, 63’ Faye 10’, 46’, 74’, 87’ Lüthi 54’ | Marcatori |  |

| Arbitro: | Devouge |

|  |           |                          |
|  | Marcatori | 51’ Kukuruzović 78’ Faye |

| Arbitro: | Carrell |

|              |           |  |
| Scarione 61’ | Marcatori |  |

| Arbitro: | Gremaud |

|                                        |           |                   |
| Scarione 22’, 62’ Faye 36’ (rig.), 73’ | Marcatori | 9’, 23’ Karanović |

| Arbitro: | Busacca |

|                    |           |          |
| Bieli 7’ Antić 46’ | Marcatori | 39’ Faye |

| Arbitro: | Speranda |

|          |           |                           |
| Rama 42’ | Marcatori | 2’ Fernandez 76’ Özcakmak |

| Arbitro: | Gut |

|  |           |              |
|  | Marcatori | 66’ Scarione |

| Arbitro: | Winter |

|                 |           |          |
| Faye 36’ (rig.) | Marcatori | 6’ Eudis |

| Arbitro: | Klossner |

|  |           |              |
|  | Marcatori | 86’ Bouziane |

| Arbitro: | Devouge |

|                                                        |           |  |
| Scarione 51’ (rig.) Rama 52’ Kukuruzović 63’ Klose 90’ | Marcatori |  |

#### ritorno
| Arbitro: | Gremaud |

|                                    |           |                                        |
| Schindelholz 23’ (aut.) Idrizi 34’ | Marcatori | 21’ (rig.), 27’, 64’ Scarione 53’ Dudu |

| Arbitro: | Carrell |

|              |           |                                   |
| Bouziane 39’ | Marcatori | 15’, 76’ Čavušević 40’ Grossklaus |

| Arbitro: | Gut |

|  |           |                              |
|  | Marcatori | 50’ Kukuruzović 79’ Scarione |

| Arbitro: | Klossner |

|                                                          |           |  |
| Reinmann 4’ Scarione 8’ (rig.) Schindelholz 61’ Dudu 76’ | Marcatori |  |

| Arbitro: | Bertolini |

|                      |           |  |
| Rama 83’ Wittwer 90’ | Marcatori |  |

| Arbitro: | Carrell |

|              |           |                                        |
| Besseyre 54’ | Marcatori | 25’ Scarione 49’ Klose 90’ Kukuruzović |

| Arbitro: | Laperrière |

|                                |           |                        |
| Bouziane 12’ Scarione 63’, 82’ | Marcatori | 58’ Senger 65’ Stoller |

| Arbitro: | Devouge |

|                       |           |              |
| Martić 42’ Weller 73’ | Marcatori | 54’ Scarione |

| Arbitro: | Amhof |

|                          |           |                    |
| Bouziane 50’ Glarner 56’ | Marcatori | 41’, 47’ Dénervaud |

| Arbitro: | Circhetta |

|  |           |              |
|  | Marcatori | 90’ Bouziane |

| Arbitro: | Speranda |

|                       |           |          |
| Eudis 24’, 28’ (rig.) | Marcatori | 56’ Rama |

| Arbitro: | Carrell |

|                 |           |                  |
| Kukuruzović 48’ | Marcatori | 14’ (aut.) Lüthi |

| Arbitro: | Huwiler |

|                                      |           |                            |
| Tarchini 35’ Gourmi 52’ Oppliger 54’ | Marcatori | 23’, 45’ Scarione 73’ Rama |

| Arbitro: | Studer |

|                 |           |  |
| Kukuruzović 63’ | Marcatori |  |

| Arbitro: | Gremaud |

|                          |           |                                                            |
| Avanzini 38’ (rig.), 56’ | Marcatori | 20’, 49’ Aratore 23’, 53’ Rama 35’ Kukuruzović 60’ Wittwer |

### Coppa Svizzera
| 19 settembre 2009, ore 17:00 CEST Primo turno | FC Amicitia Riehen | 0 – 4 | Thun |  |

| 18 ottobre 2009, ore 14:30 CEST Secondo turno | Thun | 2 – 1 | Sion |  |

| 22 novembre 2009, ore 14:30 CET Ottavi di finale | Winterthur | 2 – 4 | Thun |  |

| 13 dicembre 2009, ore 14:00 CET Quarti di finale | Kriens | 2 – 1 | Thun |  |

## Statistiche

### Statistiche di squadra
| Competizione     | Punti | In casa | In casa | In casa | In casa | In casa | In casa | In trasferta | In trasferta | In trasferta | In trasferta | In trasferta | In trasferta | Totale | Totale | Totale | Totale | Totale | Totale | DR  |
| Competizione     | Punti | G       | V       | N       | P       | Gf      | Gs      | G            | V            | N            | P            | Gf           | Gs           | G      | V      | N      | P      | Gf     | Gs     | DR  |
| ---------------- | ----- | ------- | ------- | ------- | ------- | ------- | ------- | ------------ | ------------ | ------------ | ------------ | ------------ | ------------ | ------ | ------ | ------ | ------ | ------ | ------ | --- |
| Challenge League | 60    | 15      | 9       | 4       | 2       | 40      | 17      | 15           | 9            | 2            | 4            | 30           | 19           | 30     | 18     | 6      | 6      | 70     | 36     | +34 |
| Coppa Svizzera   | -     | 1       | 1       | 0       | 0       | 2       | 1       | 3            | 2            | 0            | 1            | 9            | 4            | 4      | 3      | 0      | 1      | 11     | 5      | +6  |
| Totale           | 60    | 16      | 10      | 4       | 2       | 42      | 18      | 18           | 11           | 2            | 5            | 39           | 23           | 34     | 21     | 6      | 7      | 81     | 41     | +40 |

### Andamento in campionato
| Giornata  | 1 | 2 | 3 | 4 | 5 | 6 | 7 | 8 | 9 | 10 | 11 | 12 | 13 | 14 | 15 | 16 | 17 | 18 | 19 | 20 | 21 | 22 | 23 | 24 | 25 | 26 | 27 | 28 | 29 | 30 |
| --------- | - | - | - | - | - | - | - | - | - | -- | -- | -- | -- | -- | -- | -- | -- | -- | -- | -- | -- | -- | -- | -- | -- | -- | -- | -- | -- | -- |
| Luogo     | C | T | T | C | T | C | T | C | C | T  | C  | T  | C  | T  | C  | T  | C  | T  | C  | C  | T  | C  | T  | C  | T  | T  | C  | T  | C  | T  |
| Risultato | V | V | N | N | P | V | V | V | V | P  | P  | V  | N  | V  | V  | V  | P  | V  | V  | V  | V  | V  | P  | N  | V  | P  | N  | N  | V  | V  |
| Posizione | 2 | 1 | 1 | 3 | 4 | 3 | 3 | 2 | 2 | 2  | 2  | 2  | 3  | 2  | 2  | 2  | 2  | 2  | 2  | 2  | 1  | 1  | 2  | 1  | 1  | 2  | 2  | 2  | 2  | 1  |

Legenda:

Luogo: C = Casa; T = Trasferta. Risultato: V = Vittoria; N = Pareggio; P = Sconfitta.

### Statistiche dei giocatori
| S. Andrist      | 4  | 0  | 1 | 0 |
| M. Aratore      | 7  | 2  | 0 | 0 |
| L. Boumelaha    | 3  | 0  | 0 | 0 |
| S. Bouziane     | 12 | 5  | 1 | 0 |
| R. Bättig       | 25 | 0  | 5 | 0 |
| R. Bürki        | 4  | 0  | 0 | 0 |
| L. Calapes      | 3  | 0  | 0 | 0 |
| E. Colic        | 1  | 0  | 1 | 0 |
| C. César        | 1  | 0  | 0 | 0 |
| M. Demiri       | 20 | 0  | 3 | 0 |
| D. Dudu         | 14 | 2  | 2 | 0 |
| P. Faye         | 13 | 13 | 2 | 0 |
| S. Galli        | 1  | 0  | 0 | 0 |
| E. Gashi        | 1  | 0  | 0 | 0 |
| S. Glarner      | 25 | 1  | 4 | 1 |
| S. Gündüz       | 9  | 0  | 1 | 0 |
| E. Ikanovic     | 4  | 1  | 2 | 1 |
| E. Kavak        | 7  | 0  | 0 | 0 |
| T. Klose        | 29 | 2  | 3 | 0 |
| S. Kukuruzović  | 30 | 7  | 1 | 0 |
| B. Lüthi        | 26 | 1  | 4 | 0 |
| D. Moser        | 0  | 0  | 0 | 0 |
| M. Rama         | 21 | 7  | 2 | 0 |
| T. Reinmann     | 21 | 1  | 2 | 0 |
| J. Roux         | 13 | 6  | 0 | 0 |
| Ó. Scarione     | 28 | 18 | 2 | 0 |
| N. Schindelholz | 27 | 1  | 5 | 1 |
| S. Stulz        | 27 | 0  | 0 | 0 |
| A. Wittwer      | 21 | 2  | 5 | 0 |
| Y. Zahnd        | 23 | 0  | 4 | 0 |